# Campaña del Dragón
La campaña del Dragón es una guerra ficticia del RPG The Legend of Dragoon. Se trata de una guerra de los humanos contra los alados, por la libertad de los primeros.

## La campaña del Dragón
La campaña ocurrió hace más de 10 000 años, donde la raza de los Alados, gobernada por Melbu Frahma, dominaba sobre todas las especies del planeta, incluidos humanos. Aunque eran más, no podían luchar contra los poderosos Alados. Pero ansiaban la libertad.

### Inicio de la campaña
La campaña fue iniciada por el Emperador Diaz, emperador vitalicio de Gloriano. Fue quien proporcionó los poderes de las  7 armaduras Dragoon a siete guerreros (Zieg, Rose, Shirley, Belzac, Kanzas, Syuvenil y Damia). Estas armaduras eran el poder necesario para enfrentarse a los poderosos Winglies. Cada caballero Dragoon poseía un poder elemental y un dragón vasallo. Los Alados cuando supieron esto, utilizaron las criaturas Virages. La guerra estaba servida.

### Desarrollo de la Guerra
Ya iniciada la guerra, hubo innumerables batallas, pero 5 fueron las más importantes y son mencionadas durante el juego. Son las siguientes:
- La batalla de Vellweb: Batalla donde los Winglies asaltaron la capital humana, con el fin de controlar la ciudad del nacimiento de la rebelión. Los seres humanos ganaron la victoria, pero la mayor parte de Vellweb necesitó reparaciones importantes.

- La batalla de Aglis: Batalla en Aglis, la ciudad de la magia de los Alados. En algún momento de la guerra, fue atacada y hundida en el mar.

- La batalla de Zenebatos: Batalla en Zenebatos, la ciudad de la ley de los Alados. Se cree que fueron Zieg y Rose personalmente quienes tomaron la conquista de esta ciudad. Después de la conquista y marcha de los Dragoons, las criaturas mágicas de la ciudad pusieron ley marcial.

- La batalla de Mayfil: Batalla en Mayfil, la ciudad de la muerte. Los Alados atraían las almas hasta esta ciudad maldita. Los dragoons (Rose) la destruyeron para que dejaran las almas en paz.

- La batalla de la ciudad imperial Kadessa: Fue la batalla decisiva de la guerra. Aquí se finalizará la guerra.

### Fin de la guerra, la última batalla
La victoria fue para los humanos, pero aun alto precio. En la última batalla, batalla en Kadessa, los caballeros Dragoons lucharon con fuerza y maestría, pero no pudieron evitar sus muertes. Shirley y Belzac, murieron a manos de un Virage. Kanzas murió en un ataque kamikaze contra otro Virage. De Damia y Syuveil no se dice como murieron. Zieg luchó contra Melbu Frahma, consiguiendo clavar su espada en él. Pero Melbu Frahma, antes de morir, pudo convertir en piedra a Zieg, matando a este también. Rose, la única superviviente pudo huir de esta batalla con vida. La victoria humana era una realidad, ya eran libres.

## Héroes de la campaña
Los héroes de la campaña fueron los 7 caballeros Dragoons:

### Zieg Feld
- Raza: Humano.
- Dragoon: Espíritu del Dragón de ojos rojos.
- Elemento: Fuego.

Zieg es el padre de Dart y durante la campaña era el novio de Rose, con la cual pretendía casarse a finalizar la guerra. Pero un infortunio ocurrió en la última batalla. En el momento de derrotar a Melbu Frahman, él es convertido en piedra, su última petición fue expresa para Rose, quien le dijo que se salvara. Durante el juego descubriremos que Zieg no murió durante la batalla...

### Rose
- Raza: Humana.
- Dragoon: Espíritu del Dragón oscuro.
- Elemento: Oscuridad.

Rose era la novia de Zieg, con quien pretendía casarse al finalizar la guerra. Un infortunio impidió ese deseo. Ella fue la única superviviente de todos los Dragoons, y la cual sigue viva hasta 11.000 años más adelante, conservando su juventud. Durante todo eso años, sabremos que relación tiene ella con el Monstruo negro

### Shirley
- Raza: Humana.
- Dragoon: Espíritu del Dragón de la Plata Blanca.
- Elemento: Luz.

Shirley fue la antigua portadora del espíritu del Dragón de la Plata Blanca. Ella, al igual que Rose y Zieg, tenía a su amado: Belzac. Como el resto de Dragoons, murió en la última batalla, cuando su amado Belzac sostenía una enorme piedra. En ese momento atacó un Virage, matando a Belzac. Antes de morir, vengó la muerte de su amado. Murió al derrumbarse la piedra. Su espíritu vaga por unas ruinas de Serdio, en las cuales los paso del grupo las llevan hacia allí.

### Belzac
- Raza: Giganto.
- Dragoon: Espíritu del Dragón de Oro.
- Elemento: Tierra.

Belzac fue el antiguo portador del espíritu del Dragón de Oro. Curiosamente también pertenece a la misma raza que el posterior poseedor, Kongol. Belzac, como es característico de su raza, era grande y robusto, tan grande como el amor hacia Shirley. Como el resto de los Dragoons, murió en la última batalla, al soportar una gran roca es abatido por un Virage. Su espíritu vaga en las antiguas ruinas de Vellweb...

### Kanzas
- Raza: Humano.
- Dragoon: Espíritu del Dragón púrpura.
- Elemento: Trueno.

Kanzas es de esas personas arrogante y sin escrúpulos, que le gusta hacer la guerra. Pero algo en el habría, para que el espíritu le eligiera. Aunque tenía este carácter, murió en la última batalla, en un ataque kamikaze contra un virage. Esto muestra que tenía un lado bueno en alguna parte de su ser. Su espíritu vaga, como los otros, en las ruinas de Vellweb...

### Damia
- Raza: Es fruto de una relación entre un humano y una sirena.
- Dragoon: Espíritu del Dragón azul de mar.
- Elemento: Agua.

Damia era la pequeña del grupo. Tenía el pelo de un color azul plateado y poseía un gran poder mágico, ya que era el cruce entre un humano y una sirena. Pero esto no impidió que la mataran en la última batalla. Su espíritu vaga incansablemente en las antiguas ruinas de Vellweb...

### Syuveil
- Raza: Humano.
- Dragoon: Espíritu del dragón de jade.
- Elemento: Viento.

Syuveil llevaba gafas, que le daban un aire de intelectual. Siempre quiso saber que habría después de la muerte, paradojas de la vida, finalmente descubriría por sí mismo en la última batalla. Su espíritu vaga en una de las siete torres de los dragoon de las ruinas de vellweb, como los cuatro anteriores, a la espera de quien le muestre el camino para dejar el mundo de los vivos...

## Armas Aladas

### Espada Matadragones
La Espada Matadragones fue creada por los Alados. Su filo es mortal tanto para Dragones como para los Dragoons, y puede bloquear las habilidades de estos últimos.
Tras la derrota de los Alados en la Campaña del Dragón, la espada quedó sepultada, junto el cetro bloqueador de dragones, en las ruinas de Kadessa, la antigua capital Alada. Posteriormente, Lloyd robó la Espada Matadragones para su usó personal. Con ella es asesinando Lavitz cuando estaba transformado en Dragoon , es clavada en el ojo del Dragón Divino para rematarlo o lucha con ella contra Dart en Denigradon.
En la batalla final contra Melbu Frahma, Lloyd es herido mortalmente. Antes de morir, entrega la espada a Rose, para poder derrotar a Melbu Frahma. Finalmente, Rose usa la espada en un último ataque kamikaze contra Melbu Frahma, acabando con él.
Aparentemente, la Espada Matadragones fue destruida junto con Melbu Frahma.

### Cetro Bloqueador de Dragones
El Cetro Bloqueador de Dragones fue creado por los Alados durante la Campaña del Dragón. Se trata de un cetro mágico de gran poder capaz de bloquear el poder de los Dragones y de los caballeros Dragoon. Cuando los alados perdieron la guerra, el cetro quedó abandonado en la Tierra Prohibida, junto con la Espada Matadragones.
Cuando el Dragón Divino se libera de su encierro y ataca la ciudad de Deningrado, Dart y sus compañeros parten hacia la Tierra Prohibida para hacerse con el cetro y usarlo para debilitar el poder del Dragón Divino. El cetro está protegido por un guardián, la Gran joya. Es derrotada y el cetro queda en manos del grupo.
El cetro es usado en el combate contra el Dragón Divino, el cual lo debilita. Pero el viejo cetro no resiste mucho y se rompe.
- Datos: Q16540830